# صموئيل أتكينز ألين
صموئيل أتكينز ألين هو سياسي أمريكي، ولد في 5 مارس 1798 في بوسطن في الولايات المتحدة، وتوفي في 29 يناير 1862 في كامبريدج في الولايات المتحدة. نشط حزبياً في حزب اليمين. وقد انتخب عضو مجلس نواب ماساتشوستس ‏ وانتخب عضو مجلس النواب الأمريكي ‏.